# Xysticus tarcos
Xysticus tarcos là một loài nhện trong họ Thomisidae.
Loài này thuộc chi Xysticus. Xysticus tarcos được Ludwig Carl Christian Koch miêu tả năm 1875.